# Roop Kanwar
Roopkuvarba Kanwar ( 1969 - 4 de septiembre de 1987) fue una mujer Rajput que se haría célebre por ser víctima de uno de los últimos casos del ritual satí de los que se tiene constancia.

## Muerte
Roop Kanwar nació en la ciudad de Jaipur, capital de Rayastán en el seno de una familia acomodada. A los diecisiete años se casó con Maal Singh Shekhawat, de Deorala. Ocho meses después de la boda su marido falleció de muerte natural a la edad de 24 años.
Al día siguiente Kanwar fue quemada en la pira funeraria de su marido. Hay diferentes versiones sobre lo ocurrido. Según algunas fuentes la joven se inmoló voluntariamente, según otras fue obligada por sus suegros y su cuñado.
Dos semanas después del incidente se llevó a cabo una ceremonia en Deorala para celebrar el evento y se erigió un pequeño santuario en honor de Roop Kanwar donde aun se le sigue rindiendo culto.

## Investigación
Treinta y dos personas fueron procesadas por la muerte de Kanwar pero todas resultaron absueltas.